# Pakistanische Cricket-Nationalmannschaft in Simbabwe in der Saison 2002/03
Die Tour der pakistanischen Cricket-Nationalmannschaft nach Simbabwe in der Saison 2002/03 fand vom 4. November bis zum 1. Dezember 2002 statt. Die internationale Cricket-Tour war Teil der internationalen Cricket-Saison 2002/03 und umfasste zwei Test Matches und fünf ODIs. Pakistan gewann die Testserie 2-0 und die ODI-Serie 5-0.

## Stadien
Für die Tour wurden folgende Stadien als Austragungsorte vorgesehen.
| Stadion            | Stadt    | Kapazität | Spiele                          |
| ------------------ | -------- | --------- | ------------------------------- |
| Queens Sports Club | Bulawayo | 9.000     | 2. Test; 1. ODI; 2. ODI         |
| Harare Sports Club | Harare   | 10.000    | 1. Test; 3. ODI; 4. ODI; 5. ODI |

## Kader
Die folgenden Kader wurden von den Mannschaften bekanntgegeben.
| Test | Test | ODI | ODI |
| Simbabwe | Pakistan | Simbabwe | Pakistan |
| --- | --- | --- | --- |
| - Alistair Campbell (K) - Andy Blignaut - Dion Ebrahim - Sean Ervine - Gavin Ewing - Andy Flower (wk) - Grant Flower - Travis Friend - Douglas Hondo - Campbell Macmillan - Hamilton Masakadza - Stuart Matsikenyeri - Mluleki Nkala - Henry Olonga - Ray Price - Richard Sims - Tatenda Taibu (wk) - Mark Vermeulen - Guy Whittall | - Waqar Younis (K) - Inzamam-ul-Haq (vK) - Shahid Afridi - Shoaib Akhtar - Kamran Akmal (wk) - Saleem Elahi - Faisal Iqbal - Younis Khan - Rashid Latif (wk) - Saqlain Mushtaq - Hasan Raza - Mohammad Sami - Taufeeq Umar - Yousuf Youhana - Mohammad Zahid | - Alistair Campbell (K) - Andy Blignaut - Dion Ebrahim - Sean Ervine - Gavin Ewing - Andy Flower (wk) - Grant Flower - Travis Friend - Douglas Hondo - Campbell Macmillan - Hamilton Masakadza - Stuart Matsikenyeri - Mluleki Nkala - Henry Olonga - Ray Price - Richard Sims - Tatenda Taibu (wk) - Mark Vermeulen - Guy Whittall | - Waqar Younis (K) - Inzamam-ul-Haq (vK) - Shahid Afridi - Shoaib Akhtar - Kamran Akmal (wk) - Wasim Akram - Saleem Elahi - Misbah-ul-Haq - Faisal Iqbal - Younis Khan - Rashid Latif (wk) - Azhar Mahmood - Saqlain Mushtaq - Taufeeq Umar - Yousuf Youhana - Mohammad Zahid |

## Tour Match
| 4.–6. November Scorecard | Harare | Pakistanis 456-6d (102) | – | Simbabwe A 200-5 (61.2) |
|                          |        | Remis                   |   |                         |

## Test Matches

### Erster Test in Harare
| 9.–12. November Scorecard | Harare | Pakistan 285 (89.5) & 369 (89.5) | – | Simbabwe 225 (66.5) & 310 (81.3) |
|                           |        | Pakistan gewinnt mit 119 Runs    |   |                                  |

### Zweiter Test in Bulawayo
| 16.–19. November Scorecard | Bulawayo | Simbabwe 178 (71.5) & 281 (91.2) | – | Pakistan 403 (131.3) & 57-0 (8.3) |
|                            |          | Pakistan gewinnt mit 10 Wickets  |   |                                   |

## One-Day Internationals

### Erstes ODI in Bulawayo
| 23. November Scorecard | Bulawayo | Pakistan 302-4 (50)         | – | Simbabwe 295-9 (50) |
|                        |          | Pakistan gewinnt mit 7 Runs |   |                     |

### Zweites ODI in Bulawayo
| 24. November Scorecard | Bulawayo | Pakistan 344-5 (50)                        | – | Simbabwe 140-6 (33/33) |
|                        |          | Pakistan gewinnt mit 104 Runs (D/L method) |   |                        |

### Drittes ODI in Harare
| 27. November Scorecard | Harare | Pakistan 323-3 (50)          | – | Simbabwe 275-7 (50) |
|                        |        | Pakistan gewinnt mit 48 Runs |   |                     |

### Viertes ODI in Harare
| 30. November Scorecard | Harare | Simbabwe 210 (49.5)            | – | Pakistan 211-2 (35.4) |
|                        |        | Pakistan gewinnt mit 8 Wickets |   |                       |

### Fünftes ODI in Harare
| 1. Dezember Scorecard | Harare | Pakistan 300-7 (50)          | – | Simbabwe 230 (45.3) |
|                       |        | Pakistan gewinnt mit 70 Runs |   |                     |

## Statistiken
Die folgenden Cricketstatistiken wurden bei dieser Tour erzielt.
| Tests             | Tests      | Tests   | Tests   | Tests   | Tests   | Tests   | Tests   | Tests   |
| Batting           | Batting    | Batting | Batting | Batting | Batting | Batting | Batting | Batting |
| Spieler           | Mannschaft | Spiele  | Innings | Runs    | Average | HS      | 100s    | 50s     |
| ----------------- | ---------- | ------- | ------- | ------- | ------- | ------- | ------- | ------- |
| Taufeeq Umar      | Pakistan   | 2       | 4       | 241     | 80,33   | 111     | 1       | 1       |
| Yousuf Youhana    | Pakistan   | 2       | 3       | 222     | 74,00   | 159     | 1       | 1       |
| Grant Flower      | Simbabwe   | 2       | 4       | 197     | 49,25   | 69      | 0       | 2       |
| Inzamam-ul-Haq    | Pakistan   | 2       | 3       | 162     | 54,00   | 112     | 1       | 0       |
| Alistair Campbell | Simbabwe   | 2       | 4       | 140     | 35,00   | 62      | 0       | 1       |
| Bowling           |            |         |         |         |         |         |         |         |
| Spieler           | Mannschaft | Spiele  | Overs   | Wickets | Average | BBI     | 5W      | 10W     |
| Saqlain Mushtaq   | Pakistan   | 2       | 113.5   | 15      | 21,53   | 7/66    | 1       | 1       |
| Shoaib Akhtar     | Pakistan   | 2       | 61.2    | 10      | 21,80   | 4/75    | 0       | 0       |
| Andy Blignaut     | Simbabwe   | 2       | 63.4    | 10      | 23,50   | 5/79    | 1       | 0       |
| Henry Olonga      | Simbabwe   | 2       | 58.2    | 9       | 27,00   | 5/93    | 1       | 0       |
| Waqar Younis      | Pakistan   | 2       | 64.2    | 8       | 28,62   | 4/78    | 0       | 0       |
| Ray Price         | Simbabwe   | 2       | 95.3    | 8       | 32,37   | 4/116   | 0       | 0       |

| ODIs            | ODIs       | ODIs    | ODIs    | ODIs    | ODIs    | ODIs    | ODIs    | ODIs    |
| Batting         | Batting    | Batting | Batting | Batting | Batting | Batting | Batting | Batting |
| Spieler         | Mannschaft | Spiele  | Innings | Runs    | Average | HS      | 100s    | 50s     |
| --------------- | ---------- | ------- | ------- | ------- | ------- | ------- | ------- | ------- |
| Yousuf Youhana  | Pakistan   | 5       | 4       | 405     | 405,00  | 141*    | 2       | 2       |
| Saleem Elahi    | Pakistan   | 3       | 3       | 268     | 89,33   | 108     | 2       | 1       |
| Andy Flower     | Simbabwe   | 5       | 5       | 212     | 42,40   | 77      | 0       | 3       |
| Grant Flower    | Simbabwe   | 5       | 5       | 188     | 47,00   | 105*    | 1       | 1       |
| Younis Khan     | Pakistan   | 3       | 3       | 179     | 89,50   | 90      | 0       | 2       |
| Bowling         |            |         |         |         |         |         |         |         |
| Spieler         | Mannschaft | Spiele  | Overs   | Wickets | Average | BBI     | 5W      | 10W     |
| Wasim Akram     | Pakistan   | 4       | 32      | 6       | 19,33   | 4/22    | 0       | 0       |
| Saqlain Mushtaq | Pakistan   | 4       | 35.5    | 6       | 26,16   | 3/41    | 0       | 0       |
| Shahid Afridi   | Pakistan   | 5       | 47      | 6       | 38,33   | 3/45    | 0       | 0       |
| Mohammad Sami   | Pakistan   | 2       | 18.3    | 5       | 18,40   | 4/41    | 0       | 0       |
| Grant Flower    | Simbabwe   | 5       | 41      | 5       | 41,80   | 2/33    | 0       | 0       |

## Player of the Series
Als Player of the Series wurden die folgenden Spieler ausgezeichnet.
| Serie | Player of the Series |
| ----- | -------------------- |
| Test  | Saqlain Mushtaq      |
| ODI   | Yousuf Youhana       |

### Player of the Match
Als Player of the Match wurden die folgenden Spieler ausgezeichnet.
| Spiel   | Player of the Match |
| ------- | ------------------- |
| 1. Test | Taufeeq Umar        |
| 2. Test | Yousuf Youhana      |
| 1. ODI  | Yousuf Youhana      |
| 2. ODI  | Saleem Elahi        |
| 3. ODI  | Yousuf Youhana      |
| 4. ODI  | Faisal Iqbal        |
| 5. ODI  | Younis Khan         |